# Emetzheim
Emetzheim ist ein Gemeindeteil der Großen Kreisstadt Weißenburg in Bayern im Landkreis Weißenburg-Gunzenhausen (Mittelfranken, Bayern). Die Gemarkung Emetzheim hat eine Fläche von 4,486 km². Sie ist in 743 Flurstücke aufgeteilt, die eine durchschnittliche Flurstücksfläche von 6037,70 m² haben.

## Lage
Das Pfarrdorf liegt etwa drei Kilometer südwestlich von Weißenburg. Im Norden fließt der Hammerstadtgraben vorbei, der etwa 600 Meter westlich in die Schwäbische Rezat mündet. Einen halben Kilometer im Nordwesten liegt das Nachbardorf Holzingen. Nördlich führt die Kreisstraße WUG 5 vorbei. Am nördlichen Ortsrand liegt der Burgstall Emetzheim, eine abgegangene Turmhügelburg.

## Geschichte

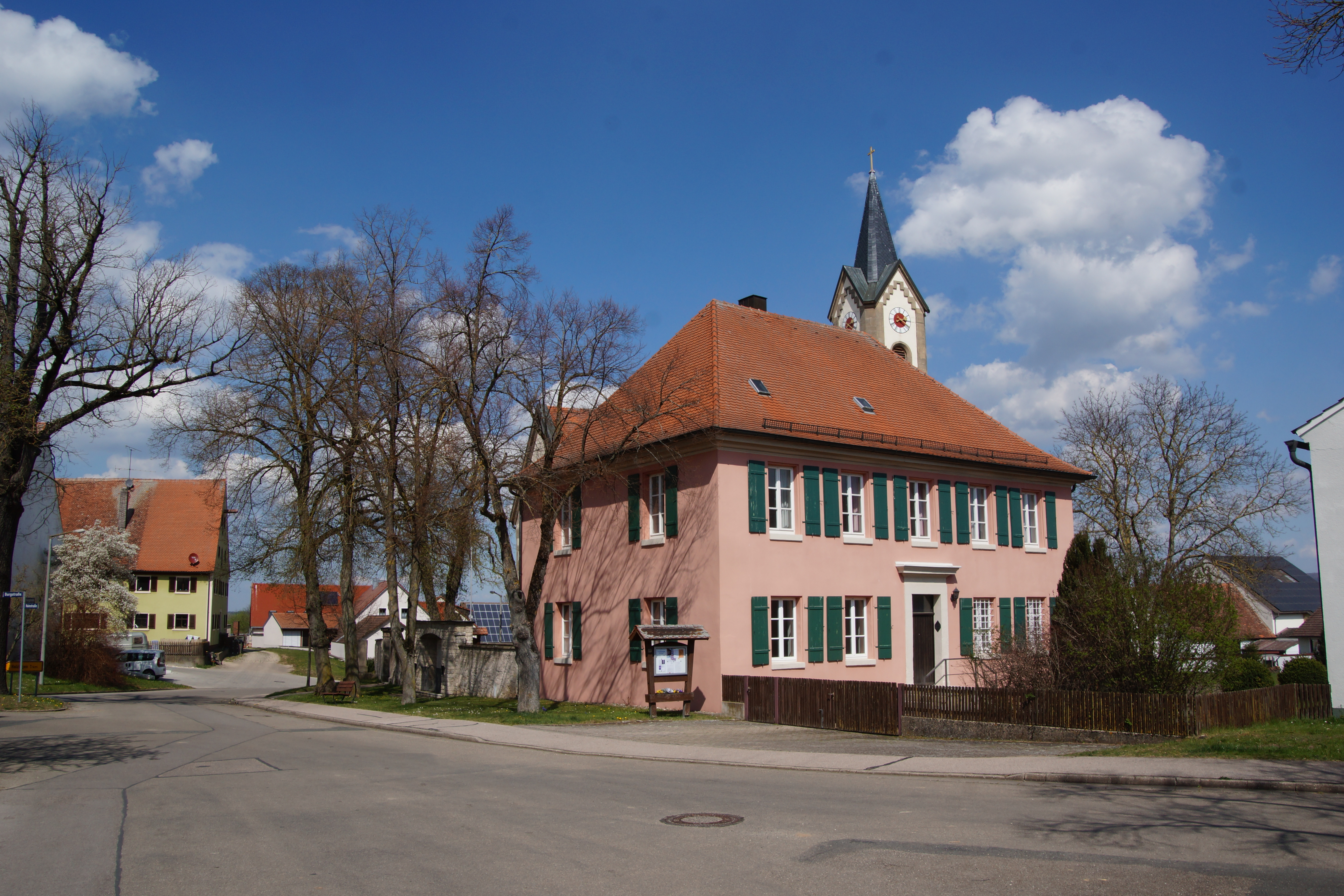
Pfarrhaus

Obwohl urkundlich erst im Jahre 1187 als „Ehemutesheim“ erwähnt, ist Emetzheim eine der ältesten Ansiedlungen im Weißenburger Gebiet. Die Umgebung war bereits in der Hallstattzeit um 600 v. Chr. besiedelt, was durch Funde aus dem Jahr 1770 belegt ist. Der Ursprung des Ortes selbst geht zurück in die römische Zeit, wie Zeugnisse und Untersuchungen der Besiedlungsgeschichte beweisen.
In einer Sage zum Bau des Karlsgrabens soll Karl der Große in Emetzheim einen heidnischen Tempel zerstört haben. Ein Gedenkstein an der Dorfkirche erinnert an dieses Ereignis. Auch wenn es noch keine geschichtlichen Nachweise dafür gibt, wurde wohl um 1000 n. Chr. die erste Kirche in Emetzheim geweiht, denn die nachgeordnete Kirche im benachbarten Dettenheim ist zwischen 1057 und 1075 zum ersten Mal nachgewiesen.
Erstmals urkundlich erwähnt ist die Kirche 1363 in einem Bittbrief des Conrad Haspel um einen Ablassbrief.
Das damalige Dorfadelsgeschlecht waren die Kropfe von Emetzheim, die Ministeriale der Bischöfe von Eichstätt waren. Reste ihrer Burg findet man noch heute nordwestlich der Kirche. Im 14. Jahrhundert fiel das Dorf unter den Einfluss der Marschälle von Pappenheim.
Nach dem Dreißigjährigen Krieg 1633 wurde das Dorf als verödet beschrieben. Vermutlich wurde in dieser Zeit die erste Kirche zerstört oder stark beschädigt. Der nachfolgende Bau war im 19. Jahrhundert so baufällig, dass am 8. August 1850 der Grundstein für ein neues Gotteshaus gelegt wurde. Der Bauwerksentwurf stammt vom Architekten und Staatsbaubeamten Eduard Bürklein. Am 15. August 1852 erfolgte die Einweihung der St.-Johannis-Kirche im Rundbogenstil mit Anklängen an die Neuromanik. Siehe auch Burgstall Emetzheim und Burg Flüglingen.
Die Gemeinde Emetzheim wurde am 1. Mai 1978 nach Weißenburg eingemeindet.

## Emetzheim heute

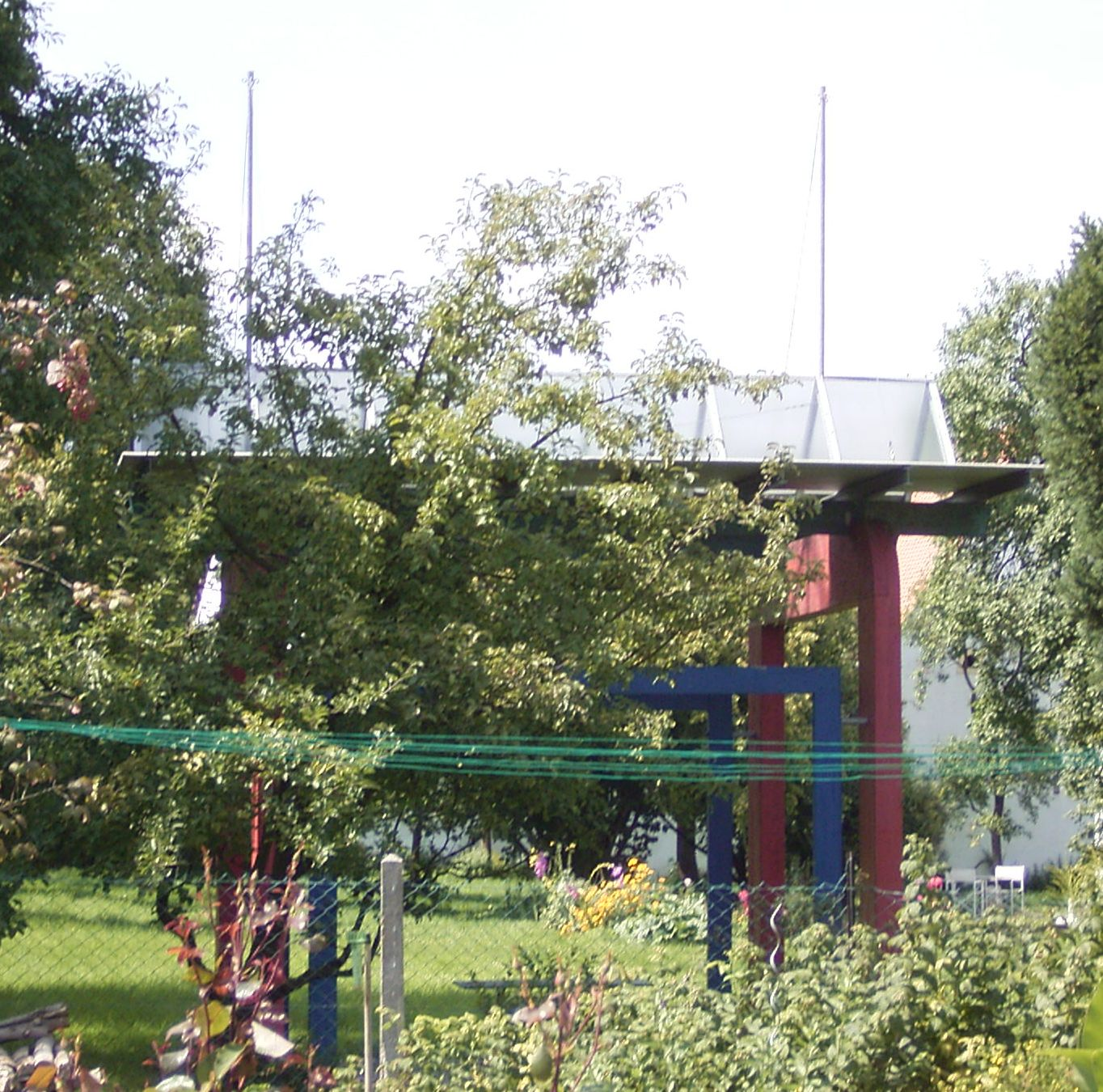
Pfahler Teehaus

2007 bestand Emetzheim aus ca. 144 Wohnhäusern. Der Ortskern bildete sich als Ringdorf um die Kirche. In den 1960er Jahren wurden zwei neue Siedlungsgebiete erschlossen, das neueste Siedlungsgebiet entstand 2001. In Emetzheim existieren neun Vereine: Die Freiwillige Feuerwehr, die Evangelische Landjugend, der Posaunenchor Emetzheim, der Schützenverein, der Kriegerverein, der Chor „Himmel und Erde“, der Bayerische Panini Bund (BPB), die Rockerfahrt und der „Drainagenclub Ematza“.
Um 1950 lebte ein Großteil der Bewohner von der Landwirtschaft, heute sind es noch fünf Familien. Die restliche Bevölkerung findet Arbeit meist in der näheren Umgebung (Weißenburg, Nürnberg).
An ortsansässigen Firmen und Geschäften besitzt Emetzheim eine Zimmerei, eine Metzgerei, eine Schreinerei, eine Fahrschule, einen Garten- und Landschaftsbaubetrieb, einen Oldtimerhandel, eine Gastwirtschaft, eine Kfz-Werkstatt, einen Malerfachbetrieb, eine Spenglerei und eine Firma für Spritzgusswerkzeuge und Kunststoffverarbeitung.

## Söhne und Töchter
- Karl-Georg Pfahler (1926–2002), Maler